# Талпа, Гаврил Васильевич
Гаврил Васильевич Талпа (Талпэ) — советский хозяйственный деятель, Герой Социалистического Труда.

## Биография
Родился в 1930 году в селе Стрымба, ныне Лядовены. Член КПСС с 1960 года.
В 1949—1954 — тракторист, в 1954—1976 — бригадир тракторной бригады, в 1976—1991 годах — инженер по технике безопасности колхоза имени Кирова Рышканского района Молдавской ССР.
Указом Президиума Верховного Совета СССР от 30 апреля 1966 года присвоено звание Героя Социалистического Труда с вручением ордена Ленина и золотой медали «Серп и Молот».
Делегат XXIV съезда КПСС.
Жил в Молдавии.

## Награды и звания
- Герой Социалистического Труда (30.04.1966)
- Орден Ленина (30.04.1966)
- Орден Трудового Красного Знамени (08.04.1971)